# Campionati svedesi di ciclismo su strada
I Campionati svedesi di ciclismo su strada sono la manifestazione ciclistica annuale che assegna il titolo di Campione di Svezia. I vincitori hanno il diritto di indossare per un anno la maglia di campione svedese, come accade per il campione mondiale.

## Campioni in carica
| Uomini Elite | Uomini Elite     |
| ------------ | ---------------- |
| In linea     | Hugo Forssell    |
| Cronometro   | Jakob Söderqvist |
| Donne Elite  |                  |
| In linea     | Mika Söderström  |
| Cronometro   | Stina Kagevi     |

## Titoli maschili
| Anno | Vincitore                | Secondo              | Terzo                |
| ---- | ------------------------ | -------------------- | -------------------- |
| 1930 | Berndt Carlsson          | -                    | -                    |
| 1931 | Arne Berg                | -                    | -                    |
| 1932 | Gösta Björklund          | -                    | -                    |
| 1933 | Bernhard Britz           | -                    | -                    |
| 1934 | Berndt Carlsson          | -                    | -                    |
| 1935 | Rudolf Gustavsson        | -                    | -                    |
| 1936 | Ingvar Ericsson          | -                    | -                    |
| 1937 | Martin Lundin            | -                    | -                    |
| 1938 | Sven Johansson           | -                    | -                    |
| 1939 | Ingvar Ericsson          | -                    | -                    |
| 1940 | Ingvar Ericsson          | -                    | -                    |
| 1941 | Sven Johansson           | -                    | -                    |
| 1942 | Sture Andersson          | -                    | -                    |
| 1943 | Harry Snell              | -                    | -                    |
| 1944 | Harry Snell              | Sture Andersson      | Olle Wickholm        |
| 1945 | Harry Jansson            | Harry Snell          | Sture Andersson      |
| 1946 | Nils Johansson           | Harry Snell          | Olle Wänlund         |
| 1947 | Sigge Larsson            | Harry Snell          | Sven Johansson       |
| 1948 | Harry Snell              | Sven Johansson       | Nils Johansson       |
| 1949 | Bengt Fröbom             | Nils Johansson       | Yngve Lundh          |
| 1950 | Harry Snell              | Sven Johansson       | Olle Wänlund         |
| 1951 | Stig Mårtensson          | Harry Snell          | Lars Nordwall        |
| 1952 | Stig Mårtensson          | Evert Lindgren       | Lars Nordwall        |
| 1953 | Axel Öhgren              | Yngve Lundh          | Sven Körberg         |
| 1954 | Lars Carlén              | Lars Nordwall        | Owe Nordqvist        |
| 1955 | Karl Johansson           | Lars Nordwall        | Sven Körberg         |
| 1956 | Roland Ströhm            | -                    | Lars Nordwall        |
| 1957 | Uno Borgengârd           | Karl-Ivar Andersson  | Karl Johansson       |
| 1958 | Gunnar Göransson         | Karl-Ivar Andersson  | Sven-Uno Stensson    |
| 1959 | Owe Adamsson             | Nils Körberg         | Bo Johansson         |
| 1960 | Owe Adamsson             | Karl Johansson       | Gunnar Göransson     |
| 1961 | Owe Adamsson             | Sune Hansson         | Göte Sundell         |
| 1962 | Owe Adamsson             | Gösta Pettersson     | Paul Munther         |
| 1963 | Einar Björklund          | Jupp Ripfel          | Lennart Emanuelsson  |
| 1964 | Sven Hamrin              | Jupp Ripfel          | Gösta Pettersson     |
| 1965 | Jupp Ripfel              | Sture Pettersson     | Steve Tell           |
| 1966 | Jupp Ripfel              | Sune Wennlöf         | Einar Björklund      |
| 1967 | Erik Pettersson          | Jupp Ripfel          | Sune Wennlöf         |
| 1968 | Curt Söderlund           | Gösta Pettersson     | Krister Persson      |
| 1969 | Gösta Pettersson         | Jan-Åke Ek           | Curt Söderlund       |
| 1970 | Jupp Ripfel              | Sune Wennlöf         | Krister Persson      |
| 1971 | Jupp Ripfel              | Sune Wennlöf         | Leif Hansson         |
| 1972 | Sven-Åke Nilsson         | Ronnie Carlsson      | Bernt Johansson      |
| 1973 | Curt Söderlund           | Sven-Åke Nilsson     | Anders Gåvertsson    |
| 1974 | Bernt Johansson          | Leif Hansson         | Sven-Åke Nilsson     |
| 1975 | Roine Grönlund           | Ronnie Carlsson      | Alf Segersäll        |
| 1976 | Tommy Prim               | Lennart Fagerlund    | Leif Hansson         |
| 1977 | Alf Segersäll            | Bengt Nilsson        | Tord Filipsson       |
| 1978 | Thomas Eriksson          | Håkan Larsson        | Bernt Scheler        |
| 1979 | Lennart Fagerlund        | Lars Eriksson        | Bernt Scheler        |
| 1980 | Bengt Asplund            | Roy Almquist         | Bernt Scheler        |
| 1981 | Thomas Eriksson          | Peter Jonsson        | Peter Weberg         |
| 1982 | Mårten Rosén             | Per Christiansson    | Anders Johansson     |
| 1983 | Göran Barkfors           | Patrick Serra        | Thomas Eriksson      |
| 1984 | Kjell Nilsson            | Anders Johansson     | Bengt Asplund        |
| 1985 | Per Christiansson        | Peter Jonsson        | Lars Wahlqvist       |
| 1986 | Lars Wahlqvist           | Torbjörn Wallén      | Anders Adamsson      |
| 1987 | Björn Johansson          | Michel Lafis         | Kjell Hedman         |
| 1988 | Anders Jarl              | Michel Lafis         | Per Moberg           |
| 1989 | Bengt Ring               | Allen Andersson      | Lars Wahlqvist       |
| 1990 | Anders Eklundh           | Michel Lafis         | Jan Karlsson         |
| 1991 | Niklas Kindåker          | Patrick Serra        | Stefan Andersson     |
| 1992 | Anders Eklundh           | Per Strååt           | Per-Anders Johansson |
| 1993 | Klas Johansson           | Michael Andersson    | Dan Kullgren         |
| 1994 | Michael Andersson        | Stefan Andersson     | Daniel Sjöberg       |
| 1995 | Glenn Magnusson          | Daniel Sjöberg       | Michel Lafis         |
| 1996 | Marcus Ljungqvist        | Michel Lafis         | Henrik Sparr         |
| 1997 | Michel Lafis             | Glenn Magnusson      | Johan Frederiksson   |
| 1998 | Martin Rittsel           | Michel Lafis         | Michael Andersson    |
| 1999 | Henrik Sparr             | Martin Rittsel       | Niklas Axelsson      |
| 2000 | Stefan Adamsson          | Magnus Bäckstedt     | Michel Lafis         |
| 2001 | Marcus Ljungqvist        | Niklas Axelsson      | Tobias Lergard       |
| 2002 | Stefan Adamsson          | Martin Rittsel       | Jonas Olsson         |
| 2003 | Jonas Holmkvist          | Magnus Bäckstedt     | Thomas Löfkvist      |
| 2004 | Petter Renäng            | Marcus Ljungqvist    | Christofer Stevenson |
| 2005 | Jonas Ljungblad          | Christofer Stevenson | Stefan Adamsson      |
| 2006 | Thomas Löfkvist          | Christofer Stevenson | Lucas Persson        |
| 2007 | Magnus Bäckstedt         | Johan Landström      | Gustav Larsson       |
| 2008 | Jonas Ljungblad          | Niklas Axelsson      | Thomas Löfkvist      |
| 2009 | Marcus Ljungqvist        | Fredrik Ericsson     | Patrik Moren         |
| 2010 | Michael Stevenson        | Gustav Larsson       | Michael Olsson       |
| 2011 | Philip Lindau            | Alexander Gingsjö    | Marcus Johansson     |
| 2012 | Christofer Stevenson     | Lars Andersson       | Fredrik Kessiakoff   |
| 2013 | Michael Olsson           | Petter Persson       | Hakan-Bo Nilsson     |
| 2014 | Michael Olsson           | Alexander Wetterhall | Marcus Fåglum        |
| 2015 | Alexander Gingsjö        | Richard Larsen       | Tobias Ludvigsson    |
| 2016 | Richard Larsen           | Niklas Gustavsson    | Ludwig Bengtsson     |
| 2017 | Kim Magnusson            | Richard Larsén       | Alexander Wetterhall |
| 2018 | Lucas Eriksson           | Tobias Ludvigsson    | Gustav Höög          |
| 2019 | Lucas Eriksson           | Tobias Ludvigsson    | Erik Bergström Frisk |
| 2020 | Kim Magnusson            | Jacob Eriksson       | Lucas Eriksson       |
| 2021 | Victor Hillerström Rundh | Richard Larsén       | Lucas Eriksson       |
| 2022 | Lucas Eriksson           | Tobias Ludvigsson    | Jacob Eriksson       |
| 2023 | Lucas Eriksson           | Hugo Forssell        | Edvin Lovidius       |
| 2024 | Jacob Eriksson           | Joel Rydergren       | Gabriel Sandør       |
| 2025 | Hugo Forssell            | Lucas Eriksson       | Ville Merlöv         |

| Anno | Vincitore            | Secondo              | Terzo                |
| ---- | -------------------- | -------------------- | -------------------- |
| 1909 | Hjalmar Levin        | -                    | -                    |
| 1910 | Gustav Ericsson      | -                    | -                    |
| 1911 | Axel Persson         | -                    | -                    |
| 1912 | Axel Persson         | -                    | -                    |
| 1913 | Axel Persson         | -                    | -                    |
| 1915 | Harry Stenqvist      | -                    | -                    |
| 1916 | John Gustavsson      | -                    | -                    |
| 1918 | Ragnar Malm          | -                    | -                    |
| 1919 | Axel Persson         | -                    | -                    |
| 1920 | Harry Stenqvist      | -                    | -                    |
| 1921 | Arthur Bjurberg      | -                    | -                    |
| 1922 | Arthur Bjurberg      | -                    | -                    |
| 1923 | Arthur Bjurberg      | -                    | -                    |
| 1925 | Arthur Bjurberg      | -                    | -                    |
| 1926 | Karl Lundberger      | -                    | -                    |
| 1927 | Karl Lundberger      | -                    | -                    |
| 1928 | Folke Nilsson        | -                    | -                    |
| 1929 | Nils Holmqvist       | -                    | -                    |
| 1930 | Sven Thor            | -                    | -                    |
| 1931 | Sven Thor            | Bernhard Britz       | Gustaf Svensson      |
| 1932 | Sven Thor            | -                    | -                    |
| 1933 | Gustaf Svensson      | -                    | -                    |
| 1934 | Gustaf Svensson      | -                    | -                    |
| 1935 | Berndt Carlsson      | -                    | -                    |
| 1936 | Berndt Carlsson      | -                    | -                    |
| 1937 | Sven Johansson       | -                    | -                    |
| 1938 | Sven Johansson       | -                    | -                    |
| 1939 | Åke Seyffarth        | -                    | -                    |
| 1940 | Åke Seyffarth        | -                    | -                    |
| 1941 | Sven Johansson       | -                    | -                    |
| 1942 | Arvid Adamsson       | -                    | -                    |
| 1943 | Åke Seyffarth        | Karl Erik Söderström | Uno Karlsson         |
| 1944 | Harald Janemar       | Arvid Adamsson       | Harry Snell          |
| 1945 | Harry Snell          | Arvid Adamsson       | Harald Janemar       |
| 1946 | Åke Olivestedt       | Sven Johansson       | Yngve Lundh          |
| 1947 | Sven Johansson       | Hans Iwar            | Arvid Adamsson       |
| 1948 | Arvid Adamsson       | Yngve Lundh          | Sven Johansson       |
| 1949 | Alan Carlsson        | Arvid Adamsson       | Nils Johansson       |
| 1950 | Sven Johansson       | Olle Wänlund         | Arvid Adamsson       |
| 1951 | Stig Mårtensson      | John Wickström       | Lars Nordwall        |
| 1952 | Stig Mårtensson      | Evert Lindgren       | Lars Nordwall        |
| 1953 | Martin Sjökvist      | Gunnar Lindgren      | Stig Mårtensson      |
| 1954 | Lars Nordwall        | Evert Lindgren       | Gunnar Lindgren      |
| 1955 | Lars Nordwall        | Stig Mårtensson      | Sven Johansson       |
| 1956 | Herbert Dahlbom      | Gunnar Lindgren      | Gunnar Göransson     |
| 1957 | Herbert Dahlbom      | -                    | -                    |
| 1958 | Herbert Dahlbom      | -                    | -                    |
| 1959 | Sune Hansson         | -                    | -                    |
| 1960 | Herbert Dahlbom      | -                    | -                    |
| 1962 | Gösta Pettersson     | -                    | -                    |
| 1963 | Gösta Pettersson     | -                    | -                    |
| 1964 | Gösta Pettersson     | -                    | -                    |
| 1965 | Sture Pettersson     | -                    | -                    |
| 1966 | Gösta Pettersson     | -                    | -                    |
| 1967 | Gösta Pettersson     | -                    | -                    |
| 1968 | Tomas Pettersson     | -                    | -                    |
| 1969 | Gösta Pettersson     | -                    | -                    |
| 1970 | Curt Söderlund       | -                    | -                    |
| 1971 | Sten Andersson       | -                    | -                    |
| 1972 | Sten Andersson       | -                    | -                    |
| 1973 | Sten Andersson       | -                    | -                    |
| 1974 | Tord Filipsson       | -                    | -                    |
| 1975 | Tord Filipsson       | -                    | -                    |
| 1976 | Tord Filipsson       | -                    | -                    |
| 1977 | Tord Filipsson       | -                    | -                    |
| 1978 | Bengt Asplund        | -                    | -                    |
| 1979 | Tommy Prim           | -                    | -                    |
| 1980 | Bengt Asplund        | -                    | -                    |
| 1981 | Bengt Asplund        | -                    | -                    |
| 1982 | Bengt Asplund        | -                    | -                    |
| 1983 | Håkan Larsson        | -                    | -                    |
| 1984 | Bengt Asplund        | -                    | -                    |
| 1985 | Magnus Knutsson      | -                    | -                    |
| 1986 | Anders Jarl          | -                    | -                    |
| 1987 | Björn Johansson      | -                    | -                    |
| 1988 | Jan Karlsson         | -                    | -                    |
| 1989 | Jan Karlsson         | -                    | -                    |
| 1990 | Lars Wahlqvist       | -                    | -                    |
| 1991 | Lars Wahlqvist       | -                    | -                    |
| 1992 | Michael Andersson    | -                    | -                    |
| 1993 | Michael Andersson    | -                    | -                    |
| 1994 | Magnus Åström        | -                    | -                    |
| 1995 | Jan Karlsson         | -                    | -                    |
| 1996 | Michael Andersson    | -                    | -                    |
| 1997 | Michael Andersson    | -                    | -                    |
| 1998 | Michael Andersson    | -                    | -                    |
| 1999 | Michael Andersson    | -                    | -                    |
| 2000 | Michael Andersson    | Petter Renäng        | Martin Rittsel       |
| 2001 | Jonas Olsson         | Gustav Larsson       | Tobias Lergard       |
| 2002 | Jonas Olsson         | Gustav Larsson       | Martin Rittsel       |
| 2003 | Magnus Bäckstedt     | Jonas Olsson         | Thomas Löfkvist      |
| 2004 | Thomas Löfkvist      | Petter Renäng        | Fredrik Johansson    |
| 2005 | Viktor Renäng        | Stefan Grahn         | Stefan Adamsson      |
| 2006 | Gustav Larsson       | Thomas Löfkvist      | Marcus Ljungqvist    |
| 2007 | Gustav Larsson       | Magnus Bäckstedt     | Lucas Persson        |
| 2008 | Fredrik Ericsson     | Gustav Larsson       | Thomas Löfkvist      |
| 2009 | Alexander Wetterhall | Fredrik Ericsson     | Fredrik Kessiakoff   |
| 2010 | Gustav Larsson       | Sébastien Balck      | Fredrik Kessiakoff   |
| 2011 | Gustav Larsson       | Thomas Löfkvist      | Alexander Wetterhall |
| 2012 | Gustav Larsson       | Tobias Ludvigsson    | Alexander Wetterhall |
| 2013 | Gustav Larsson       | Tobias Ludvigsson    | Thomas Löfkvist      |
| 2014 | Alexander Gingsjö    | Alexander Wetterhall | Marcus Fåglum        |
| 2015 | Gustav Larsson       | Alexander Wetterhall | Joakim Aleheim       |
| 2016 | Alexander Wetterhall | Tobias Ludvigsson    | Gustav Larsson       |
| 2017 | Tobias Ludvigsson    | Alexander Wetterhall | Hampus Anderberg     |
| 2018 | Tobias Ludvigsson    | Staffan Arvidsson    | Hannes Bergström     |
| 2019 | Tobias Ludvigsson    | Erik Bergström Frisk | Hugo Forssell        |
| 2020 | Jacob Ahlsson        | Tobias Ludvigsson    | Hugo Forssell        |
| 2021 | Hugo Forssell        | Jacob Ahlsson        | Tobias Ludvigsson    |
| 2022 | Jacob Ahlsson        | Edvin Lovidius       | Tobias Ludvigsson    |
| 2023 | Jacob Ahlsson        | Jakob Söderqvist     | Hjalmar Klyver       |
| 2024 | Jakob Söderqvist     | Tobias Ludvigsson    | Jacob Ahlsson        |
| 2025 | Jakob Söderqvist     | Jonathan Ahlsson     | Hugo Forssell        |

## Titoli femminili
| Anno | Vincitore            | Secondo             | Terzo              |
| ---- | -------------------- | ------------------- | ------------------ |
| 1972 | Ann Pettersson       | -                   | -                  |
| 1973 | Tuulikki Jahre       | -                   | -                  |
| 1974 | Eva Johansson        | -                   | -                  |
| 1975 | Meeri Bodelid        | -                   | -                  |
| 1976 | Tuulikki Jahre       | -                   | -                  |
| 1977 | Tuulikki Jahre       | -                   | -                  |
| 1978 | Kristina Ranudd      | -                   | -                  |
| 1979 | Marianne Berglund    | -                   | -                  |
| 1980 | Anna-Karin Johansson | -                   | -                  |
| 1981 | Maria Johnsson       | -                   | -                  |
| 1982 | Maria Johnsson       | -                   | -                  |
| 1983 | Kristina Ranudd      | -                   | -                  |
| 1992 | Christina Vosveld    | Elisabeth Westman   | Marie Hoeljer      |
| 1993 | Christina Vosveld    | Elisabeth Westman   | Marie Hoeljer      |
| 1994 | Susanne Ljungskog    | Marie Hoeljer       | Helena Norrman     |
| 1995 | Linda Hyden          | Marie Hoeljer       | Annelie Lundin     |
| 1996 | Susanne Ljungskog    | Marie Hoeljer       | Madeleine Lindberg |
| 1997 | Madeleine Lindberg   | Marie Hoeljer       | Annelie Lundin     |
| 1998 | Madeleine Lindberg   | Marie Hoeljer       | Madeleine Lindberg |
| 1999 | Madeleine Lindberg   | Susanne Ljungskog   | Marie Hoeljer      |
| 2000 | Madeleine Lindberg   | Susanne Ljungskog   | Jenny Algelid      |
| 2001 | Madeleine Lindberg   | Maria Oestergren    | Asa Hagberg        |
| 2002 | Nathalie Visser      | Veronika Andreasson | Susanne Ljungskog  |
| 2003 | Susanne Ljungskog    | Madeleine Lindberg  | Camilla Larsson    |
| 2004 | Susanne Ljungskog    | Monica Holler       | Madeleine Lindberg |
| 2005 | Susanne Ljungskog    | Maria Oestergren    | Mirella Ehrin      |
| 2006 | Susanne Ljungskog    | Monica Holler       | Karin Aune         |
| 2007 | Angelica Agerteg     | Linda Josefsson     | Madeleine Olsson   |
| 2008 | Emilia Fahlin        | Emma Johansson      | Susanne Ljungskog  |
| 2009 | Jennie Stenerhag     | Karin Aune          | Marie Lindberg     |
| 2010 | Emma Johansson       | Marie Lindberg      | Sara Mustonen      |
| 2011 | Emma Johansson       | Jennie Stenerhag    | Emilia Fahlin      |
| 2012 | Emma Johansson       | Emilia Fahlin       | Isabelle Söderberg |
| 2013 | Emilia Fahlin        | Emma Johansson      | Jessica Kihlbom    |
| 2014 | Emma Johansson       | Malin Rydlund       | Sara Mustonen      |
| 2015 | Emma Johansson       | Sara Mustonen       | Hanna Nilsson      |
| 2016 | Emma Johansson       | Sara Mustonen       | Emilia Fahlin      |
| 2017 | Sara Penton          | Ida Erngren         | Hanna Nilsson      |
| 2018 | Emilia Fahlin        | Lisa Nordén         | Sara Penton        |
| 2019 | Lisa Nordén          | Hanna Nilsson       | Nathalie Eklund    |
| 2020 | Nathalie Eklund      | Emilia Fahlin       | Matilda Frantzich  |
| 2021 | Carin Winell         | Hanna Johansson     | Alexandra Nessmar  |
| 2022 | Jenny Rissveds       | Emilia Fahlin       | Julia Borgström    |
| 2023 | Emilia Fahlin        | Clara Lundmark      | Julia Borgström    |
| 2024 | Mika Söderström      | Matilda Frantzich   | Clara Lundmark     |
| 2025 | Mika Söderström      | Emilia Fahlin       | Clara Lundmark     |

| Anno | Vincitore              | Secondo                | Terzo                |
| ---- | ---------------------- | ---------------------- | -------------------- |
| 1971 | Elisabet Höglund       | -                      | -                    |
| 1972 | Elisabet Höglund       | -                      | -                    |
| 1973 | Marja-Leena Huhtiniemi | -                      | -                    |
| 1974 | Anna-Karin Johansson   | Marja-Leene Huhtiniemi | Elisabet Hoeglund    |
| 1975 | Marja-Leena Huhtiniemi | Elisabet Hoeglund      | Christel Johansson   |
| 1976 | Tuulikki Jahre         | -                      | -                    |
| 1977 | Tuulikki Jahre         | Ritva Mykkaenen        | Anna-Karin Johansson |
| 1978 | Anna-Karin Johansson   | Tuulikki Jahre         | Kristina Ranudd      |
| 1979 | Tuulikki Jahre         | -                      | -                    |
| 1980 | Tuulikki Jahre         | -                      | -                    |
| 1981 | Maria Johnsson         | Tuulikki Jahre         | Pia Prim             |
| 1982 | Maria Johnsson         | -                      | -                    |
| 1983 | Kathrine Lundström     | -                      | -                    |
| 1984 | Marie Höljer           | -                      | -                    |
| 1985 | Christina Vosveld      | -                      | -                    |
| 1986 | Christina Vosveld      | -                      | -                    |
| 1987 | Christina Vosveld      | -                      | -                    |
| 1988 | Christina Vosveld      | -                      | -                    |
| 1989 | Christina Vosveld      | -                      | -                    |
| 1990 | Christina Vosveld      | -                      | -                    |
| 1991 | Marie Höljer           | -                      | -                    |
| 1992 | Christina Vosveld      | -                      | -                    |
| 1993 | Christina Vosveld      | -                      | -                    |
| 1994 | Susanne Ljungskog      | -                      | -                    |
| 1995 | Jenny Algelid          | Marie Hoeljer          | Helena Norrman       |
| 1996 | Jenny Algelid          | Susanne Ljungskog      | Marie Hoeljer        |
| 1997 | Jenny Algelid          | Marie Hoeljer          | Susanne Ljungskog    |
| 1998 | Jenny Algelid          | Susanne Ljungskog      | Marie Hoeljer        |
| 1999 | Jenny Algelid          | Susanne Ljungskog      | Marie Hoeljer        |
| 2000 | Jenny Algelid          | Marie Hoeljer          | Annica Jonsson       |
| 2001 | Madeleine Lindberg     | Susanne Ljungskog      | Veronika Andreasson  |
| 2002 | Jenny Algelid          | Susanne Ljungskog      | Lotta Green          |
| 2003 | Susanne Ljungskog      | Madeleine Lindberg     | Lotta Green          |
| 2004 | Susanne Ljungskog      | Madeleine Lindberg     | Lotta Green          |
| 2005 | Emma Johansson         | Monica Holler          | Madeleine Lindberg   |
| 2006 | Susanne Ljungskog      | Veronika Andreasson    | Eva Nyström          |
| 2007 | Emma Johansson         | Eva Nyström            | Marie Lindberg       |
| 2008 | Emma Johansson         | Dorotea Isaksson       | Camilla Larsson      |
| 2009 | Emilia Fahlin          | Susanne Ljungskog      | Emma Johansson       |
| 2010 | Emilia Fahlin          | Emma Johansson         | Sara Mustonen        |
| 2011 | Emilia Fahlin          | Emma Johansson         | Sara Mustonen        |
| 2012 | Emma Johansson         | Malin Rydlund          | Emilia Fahlin        |
| 2013 | Emma Johansson         | Lisa Nordén            | Malin Rydlund        |
| 2014 | Emma Johansson         | Eva Nyström            | Malin Rydlund        |
| 2015 | Emma Johansson         | Sara Mustonen          | Hanna Nilsson        |
| 2016 | Emma Johansson         | Emilia Fahlin          | Aasa Lundström       |
| 2017 | Lisa Nordén            | Aasa Lundström         | Hanna Nilsson        |
| 2018 | Lisa Nordén            | Emilia Fahlin          | Frida Knutsson       |
| 2019 | Lisa Nordén            | Nathalie Eklund        | Hanna Nilsson        |
| 2020 | Lisa Nordén            | Nathalie Eklund        | Emilia Fahlin        |
| 2021 | Nathalie Eklund        | Ebba Granqvist         | Hanna Nilsson        |
| 2022 | Nathalie Eklund        | Julia Borgström        | Malin Alzén          |
| 2023 | Jenny Rissveds         | Nathalie Eklund        | Emilia Fahlin        |
| 2024 | Lisa Nordén            | Ebba Granqvist         | Stina Kagevi         |
| 2025 | Stina Kagevi           | Ella Wahlström         | Julia Borgström      |